# Василевка (Любашёвский район)
Василевка (укр. Василівка) — село, относится к Любашёвскому району Одесской области Украины.
Население по переписи 2001 года составляло 112 человек. Почтовый индекс — 66522. Телефонный код — 4864. Занимает площадь 0,856 км². Код КОАТУУ — 5123381402.

## Местный совет
66520, Одесская обл., Любашёвский р-н, с. Гвоздавка Вторая